# سلطان‌نشین سولو
سلطان‌نشین سولو (تائوسوگ: Kasultanan sin Sūg، جاوی: کسلطانن سولو دارالإسلام، مالایی: Kesultanan Sulu, عربی: سلطنة سولک) کشور مسلمانی بود که بر مجمع‌الجزایر سولو، بخش‌هایی از میندانائو در فیلیپین امروزی، بخش‌های خاصی از پالاوان و شمال شرق بورنئو (بخش‌هایی از صباح و کالیمانتان شمالی امروزی) حکومت می‌کرد. این سلطان‌نشین در ۱۷ نوامبر ۱۴۰۵ توسط کاشف و عالم دینی جهوری عرب‌تباری به نام شریف‌الهاشم بنیان‌گذاری شد.
سلطان‌نشین سولو در دوران اوج خود بر سرزمینی از غرب شبه‌جزیره میندانائو تا سرزمین‌هایی در شمال شرق بورنئو و همچنین پالاوان در شمال حکمرانی می‌کرد. با ورود قدرت‌های غربی همچون اسپانیا، بریتانیا، هلند، فرانسه، آلمان و آمریکا، سلطان و قدرت‌های سیاسی حاکم در سال ۱۹۱۵ با توافق‌نامه‌ای که با آخرین استعمارگر، ایالات متحده امضا شد، کنار رفتند. در سال ۱۹۶۲، دولت فیلیپین در زمان ریاست جمهوری دیوسدادو ماکاپاگال وجود سلطان‌نشین سولو را به رسمیت شناخت. در ۲۴ مه ۱۹۷۴، سلطنت محمد ماهاکوتاه کریم آغاز شد و تا سال ۱۹۸۶ به طول انجامید. او آخرین سلطان سولوی به رسمیت‌شناخته‌شدهٔ فیلیپین بود.
در سال ۲۰۱۶، برای اولین بار در تاریخ، پنج سلاطین مسابقه دهنده سولو، سلطان ابراهیم بهجین، سلطان معزالدین جینال باهجین، سلطان موئدزول لایل تان کیرام، سلطان محمد ونیزار جولکارنین جینال آبرین و سلطان پوگدالون کیرام در اقدامی بی‌سابقه عهد و پیمان امضا کردند. با هدف تحکیم و تقویت وحدت سلطنت. این مراسم در شهر زامبانگا برگزار شد و صدها نفر از طرفداران و اعضای خانه‌های مختلف سلطنتی سلطان نشین سولو و رهبران مذهبی و نمایندگان بخشهای مختلف، از جمله کسانی که از سرزمین اصلی میندانائو بودند، شرکت داشتند. در ۹ مه ۲۰۱۸، هر پنج سلاطین سلطنت و طرفداران آنها در حمایت از تأسیس دولت فدرال زامباسولتا از طریق شکل فدرال دولت فیلیپین بار دیگر در شهر زامبانگا گرد هم آمدند. این رویداد رسماً به عنوان اجماع بانگسا سوگ اعلام شد.